# Педро Пабло Кучинський
Педро Пабло Кучинський-Годард (ісп. Pedro Pablo Kuczynski Godard; нар. 3 жовтня 1938, Ліма) — перуанський політик, кандидат у президенти на виборах 2011 року, президент Перу у 2016—2018 роках. Вступив на посаду 28 липня 2016 року. Пішов у відставку 21 березня 2018 року.

## Біографія
Народився в сім'ї фахівця з тропічних захворювань, який емігрував з нацистської Німеччини у 1936 році. Польські медіа згадують єврейське походження його родини. Отримав середню освіту в Перу і Великій Британії, закінчив Оксфордський університет зі ступенем з PPE (політологія, філософія, економіка). У 1961 році отримав ступінь магістра в Принстонському університеті.
У 1969 році покинув Перу через загрозу з боку лівої військової хунти Хуана Веласко. Працював у Світовому банку, МВФ і компанії Halco Mining, у 1980 році повернувся на батьківщину. У 1980–82 був міністром енергетики і гірничодобувної промисловості. У 2000 році на запрошення Алехандро Толедо став його радником на президентських виборах. Після перемоги Толедо Кучинський двічі був міністром фінансів та економіки (2001–02 і 2004–05), а у 2005–06 роках був прем'єр-міністром Перу.
Роботу в уряді Кучинський поєднував з обійманням високих посад в комерційних компаніях, що накликало на нього звинувачення в корупції. Після закінчення президентського терміну Толедо Кучинський заснував некомерційну організацію Agua Limpia, яка займається забезпеченням відсталих районів країни чистою водою. У 2010 році виставив свою кандидатуру на майбутніх президентських виборах, отримав на них 18,5 % голосів і посів третє місце.
У першому турі президентських виборів 10 квітня 2016 року обійняв друге місце з 21 % голосів. У другому турі виборів, що відбулися 5 червня, набрав більше 50 % голосів, випередивши з невеликою перевагою фаворита першого туру Кейко Фухіморі; обраний президентом Перу.
Обійняв посаду президента 28 липня 2016.
Був звинувачений в тому, що він збрехав конгресу, щоб приховати свої зв'язки з бразильською будівельною компанією Odebrecht, замішаною в корупційному скандалі, який торкнувся значної частини Латинської Америки.
У грудні 2017 року відбувалося голосування з питання про імпічмент щодо нього, але за відсторонення Кучинського з посади проголосувало недостатня кількість депутатів конгресу.
За три дні по першому імпічменту відбулось скандальне рішення Кучинського про помилування Альберто Фухіморі, колишнього президента Перу, засудженого в 2009 році до 25 років в'язниці за допущені в період його правління порушення прав людини. Це викликало хвилю протестів по всій країні. Помилування колишнього глави держави, як стверджують перуанські політологи, було вдячністю сім'ї Фухіморі за надану допомогу в перешкоджанні імпічменту.
Скандал, що вибухнув, змусив багатьох членів конгресу переглянути підходи до імпічменту, і більшість з них почали заявляти, що підтримають відсторонення від влади Кучинського. Після серії таких виступів і нескладних підрахунків можливих підсумків голосування, в уряді провели екстрене засідання, де визнали свою поразку і Кучинський в березні 2018 року вирішив піти у відставку
Першого віцепрезидента часів президента Кучинського, Мартіна Віскарра проголошено президентом Перу 23 березня 2018 року.